# Ligariella australis
Ligariella australis är en bönsyrseart som beskrevs av Giglio-tos 1915. Ligariella australis ingår i släktet Ligariella och familjen Mantidae. Inga underarter finns listade i Catalogue of Life.